# Clubiona minuta
Clubiona minuta är en spindelart som beskrevs av Hercule Nicolet 1849. Clubiona minuta ingår i släktet Clubiona och familjen säckspindlar. Inga underarter finns listade i Catalogue of Life.